# سرگئی کوزلوف
سرگئی ایوانوویچ کوزلوف (روسی: Сергей Иванович Козлов؛ زادهٔ ۷ نوامبر ۱۹۶۳) سیاست‌مدار اهل جمهوری خلق لوهانسک است.